# ریشو-این
ریشو این (به ژاپنی: 三ツ者 みつもの)، زنی از دوره سنگوکو تا اوایل دوره ادو دختر ایماگاوا یوشیموتو بود. به عنوان بخشی از اتحاد سه ولایت کوسوسون، او با پسر ارشد تاکدا شینگن، تاکدا یوشی‌نوبو ازدواج کرد.